# MoonShell
MoonShell est un homebrew multimédia pour la Nintendo DS. C'est l'un des logiciels les plus connus parmi les programmes amateurs sur Nintendo DS[réf. nécessaire], et depuis décembre 2006, un des moyens de lire des vidéos sur la DS.
Le lecteur supporte les fichiers vidéo au format DPG, les fichiers audio MP3 / OGG / MOD / MDX / SPC / GBS / HES / NSF / XM / MIDI / AAC / les fichiers images JPEG / BMP / GIF / PNG, et les fichiers textes .txt et .html. MoonShell lit les vidéos en plein écran à 20 images par seconde et les vidéos large à 24 images par seconde, avec le son stéréo à 32,768 kHz.  Les deux écrans de la DS sont utilisés, avec l'écran inférieur tactile permettant la sélection et le contrôle des fichiers.  Le système intégré de plugins permet d'étendre les capacités du programme par simple copie de fichiers dans un répertoire approprié. Pour fonctionner en tant que lecteur multimédia, plusieurs plugins (sous forme de fichiers) sont distribués avec le logiciel.
MoonShell est recommandé comme gestionnaire de fichiers par les produits commerciaux N-Card, Acekard 2, Edge DS, SuperCard, R4, CycloDS, N5 Revolution, EZ Flash V, M3 DS Simply, DSTT, DSTTi et autres linkers en tous genres.(Sauf les linkers dits "GBA" ou "Linkers de Slot 2", donc les linkers sous forme de cartouche de "Game Boy Advance"...)[réf. nécessaire]

## Encodage vidéo
Le pack MoonShell inclut depuis sa version 2.0 l'encodeur vidéo dpgtools, dpgenc, et dpgplay (trouvé dans le dossier DPGtools dans le dossier de Moonshell contenant Setup.exe). L'encodage peut être réalisé depuis la plupart des formats média, incluant DVD et les vidéos Flash FLV.
Les alternatives possibles sont:
- SUPER et les autres convertisseurs multi-formats.
- BatchDPG, en ligne de commande, réalisant des encodages vidéo de meilleure qualité[réf. nécessaire].
- dpgconv sous Linux [2]